# Zodariellum asiaticum
Zodariellum asiaticum là một loài nhện trong họ Zodariidae.
Loài này thuộc chi Zodariellum. Zodariellum asiaticum được Tyschchenko miêu tả năm 1970.